# Philippe Lebon, inventeur du gaz d'éclairage
Philippe Lebon, inventeur du gaz d'éclairage est un livre de l'ingénieur de l'École centrale de Lyon, Amédée Fayol (1879-1965), paru en 1943 aux Éditions Les Publications techniques et artistiques (Paris), consacré à la biographie et aux travaux de l'ingénieur et chimiste français Philippe Lebon (1767-1804).

## Contenu
L'ouvrage est préfacé par Jérôme Tharaud (1874-1953) et Jean Tharaud (1877-1952), frères et écrivains français.
Amédée Fayol a souhaité dédier ce livre à son fils Jean Joseph Henri Fayol (né le 13 novembre 1912 à Paris dans le 16e arrondissement), lieutenant ayant servi dans le 28e régiment d'artillerie, mort héroïquement pour la France à Noyers-Saint-Martin dans l'Oise le 9 juin 1940 à l'âge de 28 ans.
Dans leur préface, les frères Tharaud tiennent ces propos : « À l'heure où nous sommes (1943), il faut exalter la France, terre de  noblesse, de courage, d'invention. Un livre comme celui-ci nous donne confiance en nous-mêmes. »

## Prix
En 1945, Philippe Lebon, inventeur du gaz d'éclairage a reçu le prix Nicolas-Missarel, désormais révolu, de l'Académie française.

## Biographie d'Amédée Fayol
Amédée Fayol est né le 30 mai 1876 à Carmaux (Tarn) et fut marié à Jeanne Desaymard (1882-1941).
Il est le neveu de l'ingénieur civil des mines français, Henri Fayol, développeur du fayolisme.
Amédée Fayol meurt le 20 novembre 1965 à Chatou (Yvelines) à l'âge de 89 ans.